# 雙響炮 (電視劇)
《双响炮》是一部2004年首播的中国大陆都市爱情喜剧，改编自台湾著名漫画家朱德庸所绘同名四格漫画《双响炮》，亦是继《涩女郎》之后又一部被改编为电视剧的朱德庸漫画作品。该剧由上海和展广告有限公司、苏州福斯特影视制作有限公司和苏州慈文影视制作有限公司联合摄制，《涩女郎》电视剧版（大陆剧名《粉红女郎》）的原班人马打造，台湾知名电视制作人伍宗德担当编剧并执导，并由胡兵、陈好、白冰冰、刘怡君、谢韵仪、姚安濂等领衔主演。相较于原著漫画中围绕中年夫妇婚姻危机所展开的主线情节，本剧对其进行了大幅度改编，将故事背景改为漫画的“前传”，讲述了男女主人公在年轻时相知、相恋、直到结婚的全过程，只有每集结尾部分的小剧场“双响炮狂想曲”才与漫画内容相一致，此外剧情中还加入了日本歌舞伎、中国武术等各地的文化特色。
本剧于2003年9月17日在上海正式开机，期间先后辗转日本山梨县佛光山本栖寺、新加坡取景拍摄，至次年2月10日杀青关机。2004年9月26日，本剧在上海东方电影频道全国首播，2005年9月底在湖北（9月29日）、湖南（9月30日）、江西（10月1日）、吉林（10月3日）四家卫视黄金档，以及黑龙江（10月1日）、天津（10月3日）两家卫视上午档陆续开播。台湾于2004年12月15日在华视主频八点档首播，香港于2005年4月18日在亞洲電視本港台首播。

## 演員陣容

### 主要角色
- 胡兵 飾 英雄
- 陳好 飾 呂霞
- 白冰冰 飾 遊萍
- 劉怡君 飾 英姿

### 次要角色
- 陳昭榮 飾 江永俊(友情客串)
- 宋逸民 飾 潘迪生(友情客串)
- 謝韻儀 飾 孟美
- 姚安濂 飾 呂明
- 常鋮 飾 何龍
- 劉若英 飾 雪莉(友情客串)
- 陳坤 飾 徐亨(友情客串)
- 張延 飾 王玲(友情客串)
- 黃浩 飾 賈李詠(友情客串)
- 劉恆宇 飾 天魁
- 沈暢 飾 王菲菲
- 龔璐 飾 陳貞
- 卡迪琳娜 飾 金燕
- 王駕鱗 飾 傑森
- 劉棟 飾 英俊
- 楊冪 飾 兒媳婦

## 收視率
以下為該劇於本港台首播時的收視率成績（2005年4月18日－2005年5月20日，每週一至週五）：
| 週次 | 日期                   | 平均收視 |
| ---- | ---------------------- | -------- |
| 1    | 2005年4月18日－4月22日 | 2點      |
| 2    | 2005年4月25日－4月30日 | 3點      |
| 3    | 2005年5月3日－5月7日   | 2點      |
| 4    | 2005年5月10日－5月14日 | 2點      |
| 5    | 2005年5月17日－5月20日 | 2點      |

## 外部連結
- 《双响炮》新浪专题 （页面存档备份，存于）

| 華視 八點檔（星期一到五20:00）節目   | 華視 八點檔（星期一到五20:00）節目   | 華視 八點檔（星期一到五20:00）節目 |
| ------------------------------------ | ------------------------------------ | ---------------------------------- |
|                                      | 雙響炮 （2004.12.15 - 2005.02.04）   |                                    |
| 台灣起動 （2004.08.09 - 2004.12.14） | 天下第一 （2005.02.25 - 2005.03.30） |                                    |